# Regio-Tour
Die Regio-Tour (offiziell Rothaus Regio Tour) ist ein ehemaliges Radrennen, das jährlich im August in der Dreiländerregion Deutschland-Frankreich-Schweiz stattfand. Titelsponsor war die Badische Staatsbrauerei Rothaus.
Gegründet wurde das Etappenrennen 1985 in Gundelfingen bei Freiburg von Rudi Renz (1944–2015). Seitdem hat sich das fünftägige Etappenrennen Rothaus Regio-Tour zu einem der hochklassigen Mehrtagesrennen in Deutschland entwickelt und fand im Jahre 2009 zum 25. Mal statt. Traditionell wurde eine Etappe auf französischem Boden durch das Elsass ausgetragen. Die Tour endete bis 2010 stets mit einer Etappe in Vogtsburg im Kaiserstuhl.
Der Wettbewerb war als Eliterennen Teil der 2005 neu gegründeten UCI Europe Tour in der UCI-Kategorie 2.1 und der damaligen Internationalen Deutschen Meisterschaft.
2009 bis 2012 fand die Rothaus Regio-Tour als Juniorenrennen mit Nationalmannschaften statt.

## Sieger
Elite
| - 2008 Björn Schröder - 2007 Moisés Dueñas - 2006 Andreas Klöden - 2005 Nico Sijmens - 2004 Alexander Winokurow - 2003 Wolodymyr Hustow - 2002 Laurent Brochard - 2001 Patrice Halgand | - 2000 Filippo Simeoni - 1999 Grischa Niermann - 1998 Mirko Celestino - 1997 Wjatscheslaw Dschawanjan - 1996 Jan Ullrich - 1995 Roberto Pistore - 1994 Laurent Brochard - 1993 Pascal Hervé | - 1992 Dainis Ozols - 1991 Alexander Kastenhuber - 1990 Alexander Chefer - 1989 Falk Boden - 1988 Wjatscheslaw Jekimow - 1987 Mario Cipollini - 1986 Flavio Vanzella - 1985 Ulrich Rottler |

Junioren
- 2012  Pjotr Havik
- 2011  Bradley Linfield
- 2010  Mario Vogt
- 2009  Ron Pfeifer